# Бжостова
Бжостова (пол. Brzostowa нем. Brestau) — село в Польше, в сельской гмине Липинки-Лужицке Жарского повята в Любушского воеводства.

## География
Село Бжостова находится в 10 км от города Жары. На территории села имеется маленький пруд, окружённый лесами и полями.

Пруд в селе Бжостова, 2021 г.
Село Бжостова 2021 г.
Поле в селе Бжостова, 2020 г.
Зима в селе Бжостова, 2019 г.

## История
Первое упоминание населённого пункта относится к 1381 году. Земля находилась во владении немецкого дворянства. В XIX веке она вошла в состав Пруссии, округ Сорау (Лаузиц). В конце Второй мировой войны была занята советскими войсками и передана под управление Польской Республики. 12 февраля 1948 года вышел указ, изменявший немецкое название Брестау (нем. Brestaw) на польское Бжостова. Имеется второй вариант названия — Бжостовей (пол. Brzostowej). С 1978 по 1998 годы село административно входило в Зелёногурское воеводство.

## Демография
На 31 марта 2011 года население Бжостова составляло 112 человек.

Закат в селе Бжостова, 2020.

|         | В общем | Моложе трудоспособного возраста | Трудоспособный возраст | Старше трудоспособного возраста |
| ------- | ------- | ------------------------------- | ---------------------- | ------------------------------- |
| Мужчины | 54      | 10                              | 37                     | 7                               |
| Женщины | 58      | 13                              | 29                     | 16                              |
| Вместе  | 112     | 23                              | 66                     | 23                              |

## Достопримечательности
Костёл Святого Франциска, построенный в XIX веке. Рядом с ним находится католическое кладбище. Сохранился дворцовый комплекс, дворец в стиле неоренессанса 1860—1870 годов постройки, окруженный парком середины XIX века.
1. Костёл имени Святого Франциска;
2. Дворцовый комплекс;
3. Дворец в стиле неоренессанса 1860-70 гг.;

Местное католическое кладбище в Бжостова на День Всех Святых, 2021 год.

4. Парк середины XIX века;